# Opaleni – przyjaciele na całe życie
Opaleni – przyjaciele na całe życie (fr. Les bronzés 3: Amis pour la vie) – francuski film komediowy z 2006 roku w reżyserii Patrice’a Leconte’a. Trzecia część popularnego komediowego tryptyku Opaleni. Zdjęcia kręcono na Sardynii (Porto Cervo, Olbia).
We Francji film w kinach zobaczyło 10 355 928 widzów, dzięki czemu obraz stał się ósmym filmem francuskim w historii pod względem liczby widzów.

## Obsada
- Michel Blanc – jako Jean-Claude Dusse czyli « Jessy »
- Marie-Anne Chazel – jako Gisèle André czyli « Gigi »
- Christian Clavier – jako Jérôme Tarayre czyli « Le Boulet » lub « Le Boucher »
- Thierry Lhermitte – jako Robert Lespinasse czyli « Popeye »
- Josiane Balasko – jako Nathalie Morin
- Gérard Jugnot – jako Bernard Morin
- Dominique Lavanant – jako Christiane Weissmuller czyli « La Folle »
- Martin Lamotte – jako Miguel Weissmuller
- Ornella Muti – jako Graziella Lespinasse
- Arthur Jugnot – jako Benjamin Morin, syn Bernarda i Nathalie
- Caterina Murino – jako Helena
- Bruno Moynot – jako Jambier
- Eric Naggar – jako Monsieur Guy, księgowy
- François Nadin – jako portier
- Doris Kunstmann – jako Madame Franken (dama z pieskiem)
- Serena Reinaldi – jako kosmetyczka